# Chute de l'Empire aztèque
Batailles
Bataille de Tehuacacinco - Massacre de Cholula - Massacre du Templo Mayor - Noche Triste - Bataille d'Otumba - Siège de Tenochtitlan
La chute de l'Empire aztèque s’est produite entre 1519 et 1521 lors du conflit qui a opposé l'Empire aztèque (composé des membres de la Triple Alliance qui dominait le centre du Mexique et des peuples mésoaméricains qui en étaient tributaires) aux troupes armées d'Hernán Cortés (composées au départ d'un demi-millier de conquistadors espagnols auxquels se sont alliés un nombre variable d'indigènes amérindiens finissant par regrouper plusieurs dizaines de milliers de combattants).

## Sources
Les principales sources primaires sur ce sujet sont l’Histoire véridique de la conquête de la Nouvelle-Espagne (Historia verdadera de la conquista de la Nueva España) du chroniqueur Bernal Díaz del Castillo, qui participa à toutes les expéditions d'Hernán Cortés, et les lettres personnelles de Cortès lui-même.

## Récit des événements

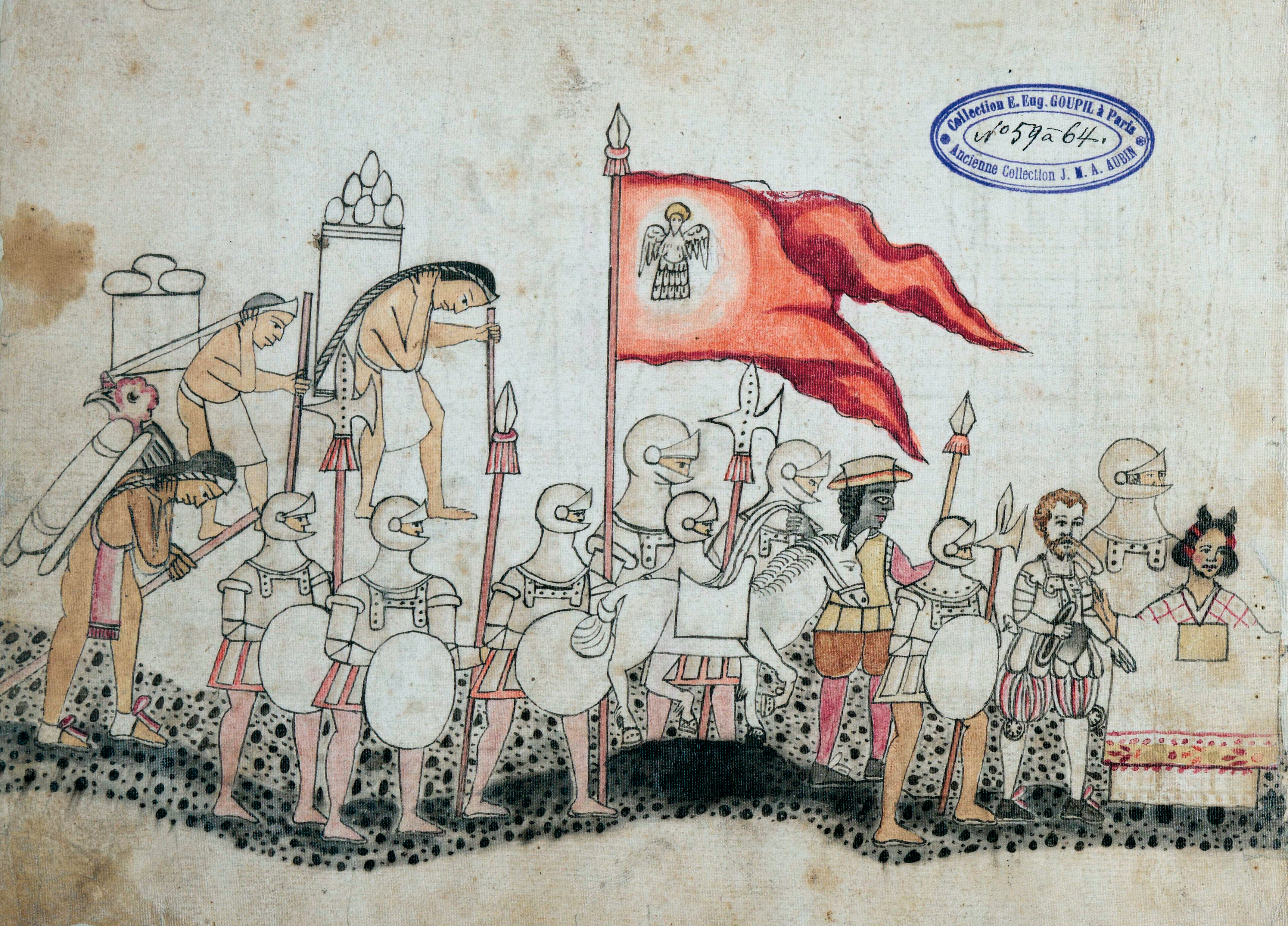
Conquistadors et porteurs indigènes dans le Codex Azcatitlan.

### Principaux repères chronologiques
- 1511 : la tempête jette une caravelle sur les côtes du Yucatán. L'un des survivants, Aguilar, devenu l'esclave d'un chef maya, sera libéré par Hernán Cortés huit ans plus tard. Le second, Guerrero, épouse une aristocrate maya et s'intègre.
- 1517 : trois navires sous le commandement de Córdoba sont repoussés par les Mayas du Yucatán et de Campeche. Apprenant la venue d'étranges visiteurs, l'empereur Moctezuma, fait placer des vigies le long des côtes.
- 1518 : Grijalva longe les côtes du Yucatán et du golfe du Mexique jusqu'à Tuxpan où il reçoit un accueil amical.
- Hiver 1518 - 1519 : Cortès qui projette depuis des années de partir à la découverte de nouvelles terres est choisi par le gouverneur de Cuba pour préparer une expédition. Après avoir préparé sa flotte et son armée, il est sur le point d'être évincé. Aussi, il précipite son départ de Santiago et s'éloigne du gouverneur Velasquez. Pendant plusieurs semaines la flotte reste autour de Cuba. Cortès entraîne ses soldats, notamment à tirer et recharger rapidement, et renforce son armée. Cortès soigne les détails et le ravitaillement. Le 10 février 1519, il appareille à destination du continent avec onze vaisseaux, cent neuf marins, cinq cent huit soldats, dix canons, quatre couleuvrines, trente-deux arbalètes, treize arquebuses, seize chevaux, un notaire pour le droit, un moine pour Dieu. Après une navigation sans soucis, Cortès débarque pour faire de l'eau près du fleuve Tabasco, déjà exploré par Grijalva. Toutefois, au lieu d'un accueil amical, les Espagnols sont attaqués rapidement. Cortès très prévoyant fait toujours sortir ses hommes et cavaliers prêts à combattre si bien qu'il écrase les Indiens. Moctezuma en est rapidement informé. Les Indiens vaincus remettent un tribut fantastique aux Espagnols. Outre l'or et les pierres précieuses, les Espagnols reçoivent 20 femmes. Parmi celles-ci, une certaine Malinalli aura un rôle déterminant dans l'aventure.
- Pâques 1519 : le lundi de la semaine sainte, Cortes appareille vers l'Ouest avec une idée en tête : atteindre Tenochtitlan, dont les Indiens ont vanté les richesses fabuleuses. Après quelques jours de mer, le Jeudi Saint, Cortès débarque dans une baie abritée, San Juan de Ulua, à proximité d'une ville nommée Cempoala.
- Avril 1519 : Cortes reçoit un envoyé (calpixque) qui lui fait don, au nom de Moctezuma, de vivres, de vêtements en coton de plumes, de bijoux. Ces émissaires rapportèrent à Moctezuma des descriptions des arrivants. Cortés, grâce à Malinalli, plus connue sous le nom de Malinche qui était une princesse aztèque réduite en esclavage, prend connaissance de ces légendes. Malinche, qui assure les traductions entre les émissaires et Cortès, permet à Cortes de prendre l'ascendant sur l'empereur Moctezuma. Les Aztèques hésitent sur la conduite à tenir.
- juillet 1519 : Cortés fait saborder les navires pour couper court à toute envie de fuite à ses hommes. Il quitte la zone côtière. Pour explorer les terres, et se diriger, lentement mais sûrement vers la capitale et son Empereur Moctezuma.
- 1er septembre 1519 : premiers engagements avec les Tlaxcaltèques. Les chefs sont divisés sur la conduite à tenir. Pourtant en conflit avec les Aztèques, les Tlaxcaltèques attaquent finalement la colonne espagnole en terrain découvert. À 1 contre 50 les Espagnols résistent grâce à la cavalerie lourde, aux armures de fer et aux armes à feu.
- 23 septembre 1519 : après une résistance acharnée, Cortés entre dans Tlaxcala.
- 10 octobre 1519 : Cortès et ses alliés indigènes se dirigent tous vers la vallée centrale, malgré les émissaires de Moctezuma qui tentent de le dissuader de se rendre dans leur capitale.
- Arrivé à Cholula, ville alliée des Aztèques, Cortés y apprend que ses habitants conspirent contre lui. Grâce à Malinche, il peut prouver le complot et décide d'attaquer le premier avant que le piège ne se referme sur lui. Divisant les guerriers par ruse, il les anéantit puis fait détruire les idoles.
- Novembre 1519 : Moctezuma voit que ni ses présents ni les incantations n'arrêtent l'avancée espagnole. Il essaie de s'enfuir. Les prêtres l'obligent à rester. Se croyant à l'article de la mort il fait même un discours d'adieux en public.
- 8 novembre 1519 : au petit matin, les Espagnols s'engagent sur la chaussée partant d'Iztapalapan. Cortés est accueilli par Moctezuma et de nombreux dignitaires le 10 novembre, et les Espagnols s'installent alors dans l'ancien palais d'Axayacatl.
- 14 novembre 1519 : Moctezuma est fait prisonnier par ses invités. Cortes fait construire deux navires sur le lac de Tenochtitlan et démontre la puissance espagnole avec ses voiles et ses canons.
- Après plusieurs semaines à tenochtitlan, Cortes ne supporte plus les sacrifices humains. Il monte lui-même sur la grande pyramide et profane le temple. Il fait poser une croix. La foule commence à gronder. Moctezuma et la noblesse aztèque ne peuvent plus accepter cette situation. La population commence à préparer la révolte. Cortes avec moins de 500 hommes est confiné dans un palais, au sein d'une cité de 500 000 habitants et d'une vallée peuplée de millions d'Aztèques.
- 20 avril 1520 : Narváez débarque à San Juan de Ulúa. Cortès n'a d'autre choix que de quitter Tenochtitlan pour s'expliquer avec les nouveaux venus. Pendant l'absence de Cortés, le 10 mai 1520, ses hommes dirigés par Pedro de Alvarado ordonnent le Massacre du Templo Mayor: pendant les fêtes rituelles agrémentées de danse et de musique, ils massacrent les prêtres et toute l'aristocratie réunie pacifiquement dans le temple. Le peuple se soulève.
- 28 mai 1520 : Cortés attaque par surprise, de nuit, les troupes de Narváez retranchées dans un fort établi par Cortes l'année précédente. Capturant leur chef, il englobe ces soldats dans son armée, qui dépasse désormais 1 000 hommes. Il dispose de près de 100 cavaliers et se dirige vers Tenochtitlan pour récupérer la centaine d'hommes laissés pour garder Moctezuma et le trésor formidable découvert dans le palais.
- 24 juin 1520 : Cortés rentre à Tenochtitlan. Les rues sont désertes. Une guerre se prépare. À peine arrivés dans la ville au milieu du lac, les Espagnols sont encerclés. Les ponts sont coupés. Ils sont pris au piège dans la ville. Les Aztèques attaquent, par milliers, mais avec des armes de pierre.
- 29 juin 1520 : Cortés fait intervenir Moctezuma pour tenter de calmer la population, sans succès. Moctezuma est lapidé. Un nouveau chef avait été désigné par les Aztèques pour remplacer Moctezuma considéré comme un prisonnier.
- 30 juin 1520 : assaillis de toutes parts, les Espagnols et leurs alliés s'enfuient à grand-peine en subissant de lourdes pertes. C'est la Noche Triste. Les pont coupés, les hommes de Cortes avaient fabriqué un pont mobile. De nombreux Espagnols tentant de fuir, chargés d'or, se noient.
- 7 juillet 1520 : bataille d'Otumba, remportée lorsque la cavalerie espagnole atteint et tue le général aztèque.
- 11 juillet 1520 : les Espagnols trouvent refuge à Tlaxcala et se renforcent.
- 16 septembre 1520 : Cuitlahuac devient le dixième tlatoani aztèque.
- Octobre 1520 : la variole atteint Tenochtitlan.
- 4 décembre 1520 : Cuitlahuac est victime de l'épidémie de variole.
- 28 décembre 1520 : Cortés quitte Tlaxcala en direction de Tenochtitlan. Il a reçu des renforts par la mer et est bien décidé à reprendre la capitale.
- Février 1521 : Cuauhtémoc devient le onzième tlatoani aztèque.
- 18 février 1521 : Cortés atteint Texcoco.
- 28 avril 1521 : Cortés lance ses brigantins sur le lac de Texcoco.
- 31 mai 1521 : Tenochtitlan est encerclée par les forces espagnoles ; début du siège.
- 30 juin 1521 : journée noire pour les Espagnols : ils perdent une soixantaine d'hommes.
- 13 août 1521 (1-serpent de l'année 3-maison) : après 75 jours de siège, Cuauhtémoc est capturé par Cortés. Il sera pendu en 1525 sous prétexte de complot.

### 1492 – 1518: prologue
Il est difficile d'imaginer que l'arrivée des Espagnols dans les Antilles en 1492, leur établissement progressif dans ces îles ainsi que le trafic maritime qui l'accompagnait, aient complètement échappé aux Aztèques sur le continent. S'il faut en croire le chroniqueur Motolinia, une malle contenant des vêtements ainsi qu'une épée européenne se seraient échouées sur les rivages du golfe du Mexique. L'empereur Moctezuma II en aurait réparti le contenu entre les souverains de Texcoco et de Tlacopan. De leur côté, les Espagnols, après avoir colonisé Cuba en 1511, souhaitaient savoir ce qui se trouvait au-delà de cette île vers l'ouest. En 1517, Francisco Hernández de Córdoba monta une expédition qui atteignit les côtes du Yucatán, que les Espagnols considérèrent d'abord comme une île. Córdoba contourna la péninsule par l'ouest jusqu'à la ville maya de Champotón. L'expédition fut un désastre : les Espagnols perdirent quelque soixante-dix hommes et Córdoba lui-même mourut de ses blessures après le retour à Cuba. Les Espagnols ramenèrent néanmoins quelques objets en or. Ce « maigre butin », selon les mots de Bernal Díaz del Castillo excita tellement l'imagination des Espagnols que le gouverneur de Cuba, Diego Velázquez, organisa une seconde expédition en 1518. Il en confia le commandement à Juan de Grijalva. Après avoir débarqué à Cozumel, celui-ci suivit la même route que son prédécesseur. À l'embouchure du Río Grijalva, alors que les Espagnols cherchaient à troquer de la pacotille contre de l'or, au bout d'un moment, selon Bernal Díaz del Castillo, les indigènes leur dirent qu'« ils n'avaient plus d'or à nous offrir, mais que, plus loin, dans la direction du soleil couchant, il en existait beaucoup ; et ils ajoutaient : « Culua, Culua, Mexico, Mexico, sans que nous sussions encore ce qu'était Culua ni même Mexico. » C'est la première fois que les Espagnols entendaient parler de Mexico-Tenochtitlan et ceci d'une manière qui les incitera à en savoir plus. En longeant la côte, ils atteignirent le territoire des Totonaques, avec lesquels ils établirent des relations cordiales. Ils appelèrent l'endroit où ils avaient débarqué San Juan de Ulúa. Après avoir atteint le Río Pánuco, où de durs combats opposèrent les Espagnols aux indigènes, Grijalva décida prudemment de regagner Cuba.

### Février 1519 – novembre 1519: sur la route de Tenochtitlan
Le gouverneur de Cuba décida alors de monter une troisième expédition dont il confia la direction à Hernán Cortés, secondé par Pedro de Alvarado et Cristóbal de Olid. Un climat de méfiance s'installa rapidement entre le gouverneur et Cortés. Vélazquez soupçonnait Cortés de velléités d'indépendance. Cortés quitta donc précipitamment Cuba le 10 février 1519, avant que le gouverneur ne puisse le relever de son commandement.

#### De Cuba à San Juan de Ulúa

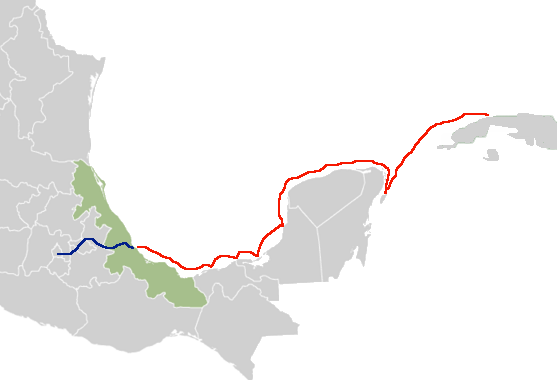
Route suivie par Cortés de Cuba à Tenochtitlan (en rouge de Cuba à San Juan de Ulúa ; en bleu de San Juan de Ulúa à Tenochtitlan).

Les Espagnols (11 vaisseaux, 553 soldats, 16 chevaux, 110 marins, 14 canons), guidés par le pilote Antón de Alaminos, qui avait participé aux deux expéditions précédentes, débarquèrent à l’île de Cozumel (18 février 1519) au Yucatán. Cortés y apprit que deux Espagnols, rescapés d'un naufrage en 1511, se trouvaient dans la région. L'un des deux, Gerónimo de Aguilar, le rejoignit et lui servit d'interprète. La flotte espagnole contourna ensuite le Yucatán par l'ouest.

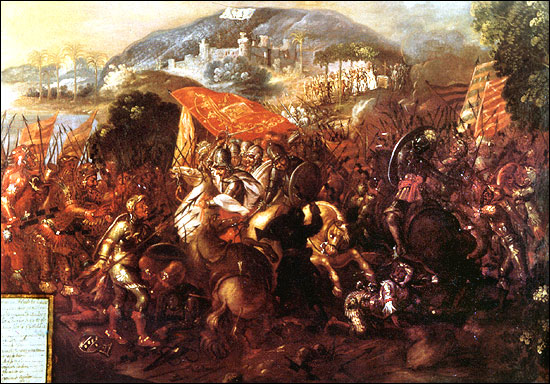
Entrée de Cortés à Tabasco.

En arrivant à l'embouchure du Río Grijalva, Cortés, croyant être bien accueilli comme l'avait été Grijalva, remonta la rivière pour s'approvisionner en eau et en vivres à Tabasco. Contrairement à ses attentes, les Mayas attaquèrent les Espagnols qui faillirent être submergés. L'intervention de la cavalerie les tira d'affaire. Après que Cortés leur eut fait des offres de paix, les chefs mayas firent don à Cortés de vingt femmes, dont l'une, passée à la postérité sous le nom de La Malinche, deviendrait l'interprète de l'expédition et la maîtresse de Cortés.

#### Premiers contacts avec les Aztèques
Le 21 avril, Cortés atteignit l'endroit que Grijalva avait baptisé San Juan de Ulúa, sur la côte de l'actuel État de Veracruz au Mexique. La région était habitée par le peuple totonaque, mais se trouvait sous domination aztèque. Des officiels aztèques vinrent au-devant des étrangers, et leur réservèrent un accueil cordial. Les Espagnols se virent offrir nourriture et logement et des cadeaux furent échangés. Pour impressionner ses visiteurs aztèques, Cortés fit procéder à une démonstration militaire, qui atteignit son but : « Les gouverneurs et les Indiens furent stupéfaits de choses si nouvelles pour eux… ». Cortés se présenta au gouverneur local, Tentlil, comme l'«ambassadeur» du roi d'Espagne et prétendit que son souverain l'avait chargé de rencontrer l'empereur Moctezuma. Ce dernier suivait les événements depuis Tenochtitlán et l'arrivée des Espagnols semble avoir plongé ce souverain énergique dans un profond désarroi. Tentlil offrit à Cortés des objets de valeur, dont deux disques, l'un en or, l'autre en argent. Les Aztèques, qui accordaient plus de valeur au jade qu'à l'or, ne se doutaient pas qu'ils venaient de commettre là une erreur en alimentant la cupidité des Espagnols. Leurs efforts de dissuader Cortés de se rendre à Tenochtitlan s'étant révélés vains, les Aztèques cessèrent de ravitailler les Espagnols et s'en allèrent. Après leur départ, Cortés reçut la visite de Totonaques habitant dans le voisinage de son camp. Ils lui firent part de leurs doléances à propos des lourds tributs exigés par les Aztèques. Cortés venait de faire une découverte capitale : il n'avait pas affaire à un empire uni et les peuples soumis aspiraient à se libérer du joug de leurs maîtres.
Comme le site de San Juan de Ulúa était malsain, Cortés envoya Francisco de Montejo et le pilote Alaminos avec deux navires chercher un endroit plus approprié. Ils trouvèrent une petite rade près du village totonaque de Quiahuiztlan (es). En s'y rendant par voie de terre, les Espagnols passèrent par la ville de Cempoala, dont le chef, un individu corpulent que les Espagnols surnommèrent « le Gros Cacique », les accueillit cordialement. Il se plaignit amèrement auprès de Cortés de la tyrannie aztèque et lui fournit de nouvelles informations sur la puissance de l'Empire aztèque, mais aussi sur ses ennemis. Lorsque Cortés arriva à Quiahuitzlan, cinq percepteurs d'impôts aztèques se présentèrent et reprochèrent aux Totonaques de porter assistance aux Espagnols. Face à cette situation, Cortés agit avec duplicité : il incita les Totonaques à se saisir des percepteurs et à les emprisonner. Ensuite, il les libéra en les assurant qu'il n'était pour rien dans l'affaire. Les Totonaques, effrayés par la perspective de représailles aztèques, acceptèrent de se déclarer sujets du roi d'Espagne et fournirent à Cortés une précieuse aide logistique sous forme de porteurs.

#### Cortés et les vélazquistes
Parallèlement à ses tractations avec les indigènes, Cortés dut faire face parmi ses propres hommes à une opposition qui ne se démentit jamais complètement. Certains membres de l'expédition estimaient que leur chef outrepassait les instructions du gouverneur Vélazquez. Afin de donner un cadre juridique à son projet de conquête, Cortés tint une réunion au cours de laquelle ses partisans décidèrent de fonder une ville, Villa Rica de Vera Cruz, dotée d'un conseil municipal. Ce dernier désigna ensuite Cortés comme Capitaine des armées royales, le déchargeant ainsi de toute obligation vis-à-vis de Vélazquez. Il envoya également deux procureurs en Espagne plaider la cause des rebelles auprès du roi. Par ce tour de passe-passe juridique, Cortés avait les mains libres pour agir et réduire au silence les vélazquistes. Ceux-ci ourdirent cependant une conspiration pour saisir un navire, rejoindre Cuba et avertir le gouverneur des intentions de Cortés. Le complot fut déjoué et ses chefs sévèrement punis (Cermeño et Escudero furent pendus, le père Diaz banni).
Avant de s'enfoncer dans l'intérieur du pays, Cortés prit par précaution la mesure radicale d'échouer ses navires. Il s'en explique dans sa Deuxième Lettre :
« Craignant donc que si les navires restaient à l'ancre, tous ceux qui voulaient me quitter me soulevassent et ne me laissassent à peu près seul… j'imaginai que les navires n'étaient plus en état de naviguer et, sous ce prétexte, je les fis jeter à la côte. ».
Il tint ensuite à ses hommes un discours destiné à affermir leur moral. Cortés laissa à Villa Rica de Vera Cruz une garnison de 150 hommes, commandés par Juan de Escalante pour assurer ses arrières. Sur le point de partir, il apprit l'arrivée de navires commandés par Alonzo de Pineda, que le gouverneur de la Jamaïque, Francisco de Garay (es), avait envoyé faire valoir les droits sur la nouvelle colonie. Les nouveaux venus se retirèrent sans que Cortés puisse les retenir.

#### Cortés à Tlaxcala

Carte de la route de Cortés jusqu'à Mexico-Tenochtitlan.

Le 16 août 1519, les Espagnols prirent le chemin de Tenochtitlán. Sur le conseil des Cempoaltèques, ils comptaient passer par Tlaxcala, hostile aux Aztèques. Cortés envoya des émissaires totonaques aux Tlaxcatèques pour leur faire part de ses intentions amicales. Ne les voyant pas revenir, il franchit la muraille qui servait de frontière à Tlaxcala (1er septembre 1519). Les Espagnols durent aussitôt repousser l'attaque d'un détachement otomi au service des Tlaxcaltèques. La même chose se produisit le lendemain. Cortés se retrancha alors sur une colline proche et fit des propositions de paix aux Tlaxcatèques, mais elles furent repoussées. Le 5 septembre, l'armée tlaxcaltèque lança contre les Espagnols une attaque générale — Cortés parle de 149 000 ennemis, un chiffre qui laisse les auteurs modernes sceptiques. Les Espagnols furent ce jour-là à deux doigts de la défaite face à la fougue des Tlaxclatèques :
« Aussitôt qu'ils commencèrent l'attaque, quelle grêle de pierres leurs frondes nous envoyèrent ! et les flèches !… l'ennemi nous pressait sans relâche ! Et de quelle bravoure il faisait preuve en courant à la mêlée ! », raconte Bernal Díaz del Castillo.
Les Espagnols durent leur salut à leur supériorité technique, mais profitèrent également des dissensions entre deux généraux tlaxcaltèques. Ces combats devaient se dérouler selon un schéma qui se répéterait souvent par la suite : les indigènes subissant de lourdes pertes, tandis qu'il y avait peu de morts, mais de nombreux blessés parmi les Espagnols. Cortés lançait chaque jour des raids contre les villages des environs. Leurs adversaires tentèrent en vain une dernière attaque de nuit. Un débat difficile agita les chefs tlaxcaltèques. Ils pesèrent le pour et le contre de la poursuite des combats : ils pouvaient remporter une victoire à la Pyrrhus qui les laisserait affaiblis face aux Aztèques ou conclure une alliance avec les Espagnols. Les principaux dirigeants, Maxixcatzin et Xicotencatl l'Ancien étaient en faveur d'un accord avec les nouveaux venus. Xicotencatl le Jeune, en revanche, s'y opposait. Le camp de l'alliance avec les Espagnols l'emporta. Les Espagnols entrèrent à Tlaxcala le 23 septembre.
Cortés venait de gagner des alliés bien plus puissants que les Totonaques et qui lui fourniraient en abondance des porteurs et des soldats auxiliaires. Il n'en garda pas moins un deuxième fer au feu, continuant à entretenir des rapports avec les émissaires aztèques alors même que les Tlaxcaltèques se déclaraient vassaux du roi d'Espagne. Il s'en explique dans sa Deuxième Lettre à Charles Quint :
« Voyant la contradiction des uns et des autres, j'en éprouvai un grand plaisir, car ils me paraissaient tellement tenir à mon alliance, qu'il me serait plus facile de les subjuguer ; et je me rappelai cette parole évangélique qui dit que tout royaume divisé sera détruit… Je négociais donc avec les uns et les autres et je remerciais chacun en secret de l'avis qu'il me donnait, en les assurant tous les deux de mon amitié. ».

#### Massacre de Cholula

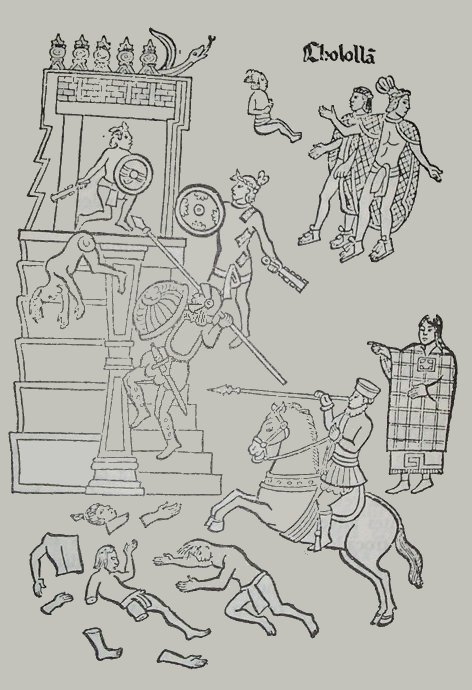
Massacre de Cholula (Lienzo de Tlaxcala).

Faisant fi de l'avis des Tlaxcaltèques, Cortés décida de gagner la capitale aztèque en passant par Cholula. Cette cité, longtemps alliée à Tlaxcala, venait de passer dans le camp aztèque. Une fois les Espagnols entrés dans la ville, l'atmosphère s'alourdit rapidement. Doña Marina fut informée par une vieille femme qui éprouvait de la sympathie pour elle que les Cholultèques comptaient massacrer les Espagnols. Ceux-ci, après en avoir débattu, réagirent avec promptitude. Cortés fit rassembler les notables cholultèques dans l'enceinte du temple de Quetzalcóatl et à un signal donné, les Espagnols les massacrèrent, faisant 3 000 victimes selon Cortés lui-même. Ensuite les Tlaxcaltèques mirent la ville à sac pendant deux jours. Cet épisode fit l'objet de controverses, qui ont duré du XVIe siècle jusqu'à nos jours. Les conquistadors espagnols ayant relaté l'événement font tous état d'un complot. Bernal Díaz del Castillo rapporte que la chose avait tellement marqué les esprits qu'après la conquête, les franciscains menèrent une enquête qui confirma la version des conquistadors. S'il faut en revanche en croire le codex de Florence, les Tlaxcaltèques, qui détestaient les Cholultèques, persuadèrent les Espagnols de leur tendre un piège. Dans cette version mexica des événements, il n'est nullement question d'un complot de la part des Cholultèques, mais du massacre pur et simple « par fourberie » d'une foule désarmée. C'est également la thèse de Bartolomé de Las Casas, développée avec un détail improbable : « On dit que, comme les Espagnols jouaient dans la basse-cour à ce beau jeu, passant au fil de l'épée les cinq ou six mille hommes, leur capitaine (Cortés) avait le cœur tout réjoui et chantait : Néron du mont Tarpée, contemplait le feu qu'en Rome il avait mis… ». Quoi qu'il en soit, que l'on penche ou non pour la thèse du complot, le résultat fut certainement d'inspirer la terreur. Les ambassadeurs de Moctezuma jurèrent à Cortés que leur maître n'avait rien à se reprocher.

### Novembre 1519 – août 1521: la prise de pouvoir

#### Cortés et Moctezuma face-à-face
Le 1er novembre 1519, les conquistadors prirent la route de Tenochtitlán. Envoyé en reconnaissance, Diego de Ordás fit l'ascension du volcan Popocatépetl (5 450 mètres). En arrivant dans la vallée de Mexico, les Espagnols passèrent par le territoire des Chalcas, un peuple tributaire des Aztèques. Cortés apprit avec intérêt qu'ils supportaient mal la domination des Aztèques et constituaient des alliés potentiels. Moctezuma essaya à nouveau de détourner les Espagnols, en envoyant à leur rencontre un noble appelé Tziuacpopocatzin, qui prétendit être l'empereur, mais les conquistadors ne s'en laissèrent pas conter. On leur offrit à nouveau de l'or, dont ils s'emparèrent avec avidité : de cet épisode le Codex de Florence rapporte que « c'est comme des singes à longue queue qu'ils ont saisi de tous côtés l'or. »

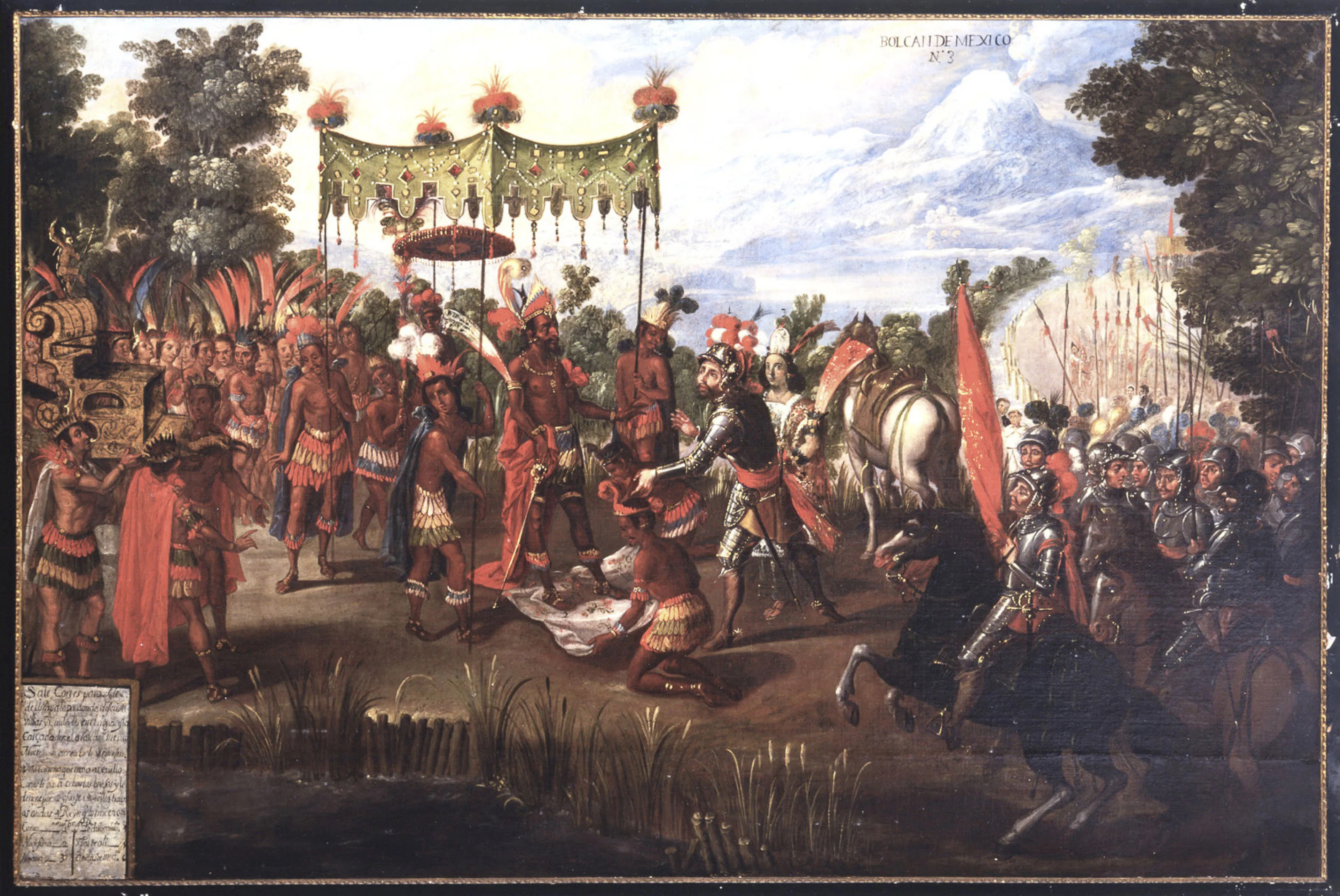
La rencontre de Cortés et Moctezuma vue par un peintre anonyme du XVIIe siècle.

Le 8 novembre, Cortés, à la tête son armée, suivit la chaussée d'Iztapalapa qui menait à la capitale aztèque. Moctezuma se porta à sa rencontre à la tête d'un cortège de nobles. La rencontre eut lieu à l'entrée de la ville. L'empereur descendit de sa litière pour saluer Cortés dans une atmosphère d'apparente cordialité. Les deux hommes échangèrent des colliers. Les conquistadors furent ensuite conduits à leurs quartiers dans le palais d'Axayacatl, un des prédécesseurs de Moctezuma. Après le repas, Moctezuma leur rendit visite et tint un discours crucial pour l'histoire de la conquête, disant selon Bernal Díaz del Castillo que :
«… certainement nous étions ceux-là mêmes que ses aïeux avaient prédits en disant qu'ils viendraient des hommes d'où le soleil se lève pour régner sur ces contrées ; que sans aucun doute il s'agissait bien de nous… ».
Cortés, quant à lui, écrit que Moctezuma déclara :
« Vous pouvez commander à toute cette contrée, au moins dans les parties qui dépendent de mon royaume ; vous serez obéi et vous pourrez disposer de mes biens comme des vôtres. ».
Pour Cortés, Moctezuma faisait là ni plus ni moins qu'acte de soumission. La chose fait encore l'objet de débats. On peut penser qu'il est difficile de juger de la teneur exacte du discours de l'empereur, passé au prisme de la traduction d'Aguilar et Doña Marina, ou encore que Moctezuma fit simplement preuve de la plus extrême courtoisie. Certains auteurs ont même suggéré que le récit était apocryphe ou qu'il relevait probablement de la fiction ; d'autres en revanche pensent que si Cortés avait inventé la chose, ses nombreux ennemis n'auraient pas manqué de le dénoncer par la suite.
Au cours des jours qui suivirent, les Espagnols visitèrent la ville, notamment le célèbre marché de Tlatelolco. Cortés tint à ce qu'une chapelle fût construite dans le palais d'Axayacatl. Au cours des travaux, les Espagnols découvrirent un immense trésor caché, qui devait être cause de malheurs par la suite. Les conquistadors, en visitant la ville, se rendirent compte de la précarité de leur position à Tenochtitlán : quelques centaines d'Espagnols dans une ville densément peuplée qui pouvait se refermer sur eux comme un piège, pour peu que l'on coupât les ponts des chaussées qui reliaient cette agglomération entourée d'eau à la terre ferme.

#### Coup de force de Cortés
Le 14 novembre, Cortés, qui avait appris que plusieurs de ses hommes avaient été tués au cours d'un engagement avec des troupes aztèques à Nauhtla sur la côte, se saisit de l'incident comme prétexte pour s'assurer de la personne de Moctezuma. Ce dernier nia toute responsabilité dans l'attaque contre la garnison de Villa Rica et refusa d'abord d'accompagner les Espagnols. Comme les capitaines de Cortés menaçaient de le tuer, il finit par céder. Cet événement sans précédent laissa les Aztèques stupéfiés et sans réaction :
« L'épouvante se répandit comme si tous les hommes avaient avalé leur cœur. Et, avant qu'il ne fît nuit, tout le monde fut grandement effrayé, on fut étonné, tout le monde s'épouvanta follement, on fut comme prostré par la peur. » (Codex de Florence)
Pour écraser toute velléité d'opposition et restaurer la confiance de ses alliés indigènes, Cortés recourut à la terreur : il fit amener à Tenochtitlán les chefs aztèques qui avaient pris les armes contre ses hommes à la côte et les fit brûler vifs. Moctezuma, qui avait été mis aux fers, dut assister au supplice. Par la suite, l'empereur semble avoir été bien traité par ses gardiens. Il noua même des relations d'amitié avec certains d'entre eux. En apparence, l'empire continuait à fonctionner normalement. Cortés se renseigna auprès de Moctezuma sur les régions où l'on extrayait de l'or et y envoya des soldats espagnols en reconnaissance.
Vers la fin de l'année 1519, le tlatoani de Texcoco, Cacama, aurait ourdi un complot contre les Espagnols. Cortés le fit enchaîner ainsi que plusieurs autres grands personnages. Que ce complot ait réellement eu lieu ou non, au début de l'année 1520, Cortés, qui était animé d'un esprit légaliste, jugea opportun d'exiger de Moctezuma qu'il réunisse tous les plus hauts personnages de l'empire et qu'il se déclare publiquement vassal du roi d'Espagne. Tous les nobles présents en firent de même, chose qui fut dûment enregistrée devant un notaire. Au cours de cette période, les Espagnols s'emparèrent d'importantes quantités d'or. Cortés estime le butin à 160 000 piastres, dont un cinquième revenait au roi d'Espagne. Il croyait avoir atteint son but : contrôler l'Empire aztèque par l'intermédiaire de Moctezuma. Les choses tournèrent autrement.

#### Expédition de Narváez
Le gouverneur de Cuba, Diego Velásquez, ayant appris le succès de l'entreprise de Cortés, envoya Pánfilo de Narváez au Mexique pour le ramener à l'ordre. Le 23 avril 1520, Narváez débarqua près de Cempoala à la tête de troupes nettement supérieures en nombre à celles de Cortés, convaincu que ce dernier se soumettrait sans combat. Cortés fit preuve en cette affaire d'esprit politique et militaire. Laissant une centaine d'hommes à Tenochtitlán, il prit le chemin de la côte à la tête du reste de sa troupe. Il soudoya certains des hommes de Narváez, puis, par une attaque surprise, s'empara de la personne de son adversaire pratiquement sans verser de sang. La plupart des hommes de Narváez se rallièrent à lui plus ou moins contraints, renforçant considérablement son armée. Cortés reprit le chemin de Tenochtitlán, où des événements graves s'étaient produits.

#### Rébellion aztèque

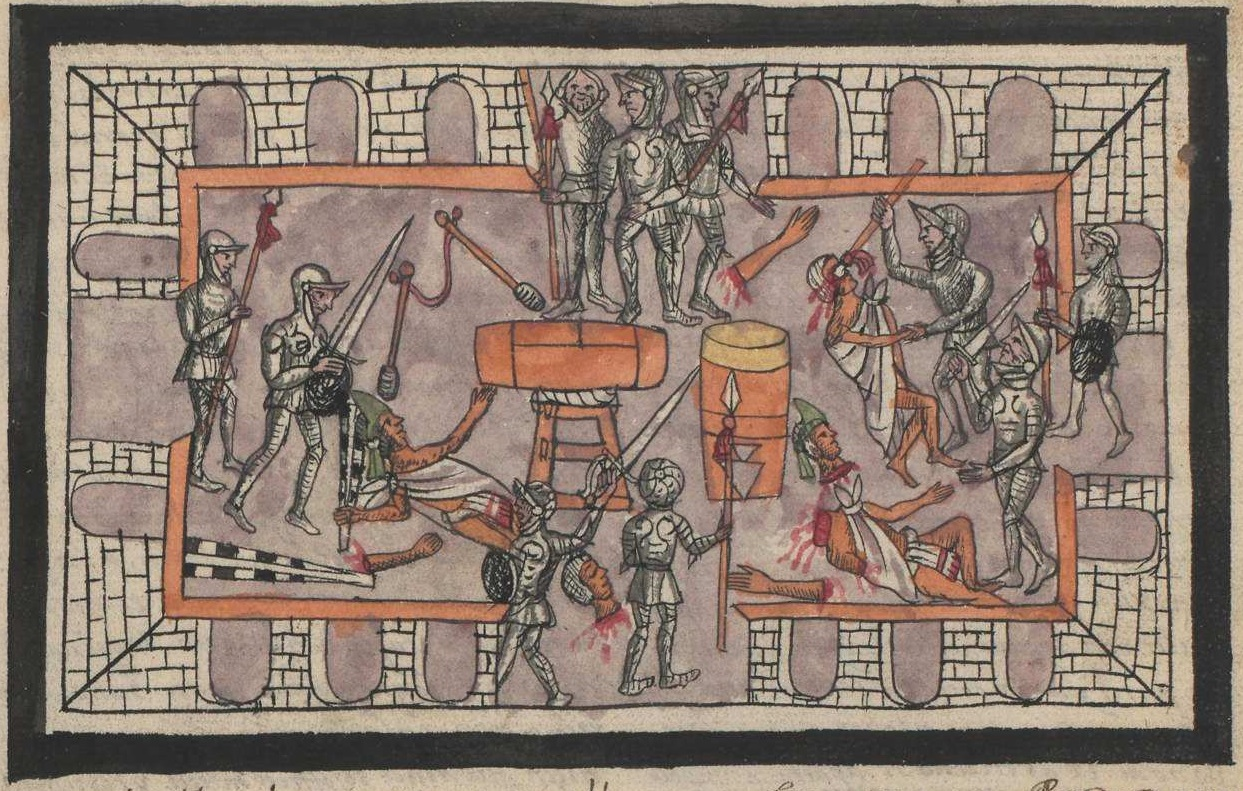
Massacre de la fête de Toxcatl (Codex Duran).

Carte représentant le trajet de la fuite des Espagnols après la Noche Triste.

En son absence, Cortés avait confié le commandement à son lieutenant Pedro de Alvarado, un homme en qui il avait toute confiance, mais fort impulsif. Le 10 mai 1520, il ordonne le massacre du Templo Mayor. Soupçonnant les Aztèques de tramer un complot, il frappe préventivement. Lors de la fête de Toxcatl (en), la fleur de l'aristocratie aztèque — plusieurs milliers d'hommes — se réunissaient dans la cour devant le Templo Mayor dans l'enceinte cérémonielle de la ville pour y danser. Les Espagnols bouclèrent les issues et entreprirent de massacrer tous ceux qui étaient présents. Ce fut une boucherie : « Aussitôt, alors, ils ont entouré ceux qui dansaient ; aussitôt, alors, ils sont allés là où étaient les tambourins ; aussitôt ils ont frappé les mains du joueur de tambour ; ils sont venus trancher les paumes de ses mains toutes les deux ; ensuite ils ont tranché son cou… Aussitôt, alors, eux tous ont assailli les gens avec les lances en métal… Certains ont été tailladés par-derrière et aussitôt leurs boyaux se sont dispersés… Et d'autres, ils les ont frappés aux épaules, ils sont venus trouer, ils sont venus fendre les corps… Et c'est en vain qu'alors on courait. On ne faisait que marcher à quatre pattes en traînant ses entrailles… Et le sang des vaillants guerriers courait comme s'il avait été de l'eau comme si cela glissait de partout et une odeur fétide montait du sang… » (Codex de Florence). Passé le premier moment de surprise, les Aztèques prirent les armes et auraient emporté le palais d'Axayacatl, si Moctezuma n'était intervenu.
Les Aztèques établirent un blocus autour du palais d'Axaycatl où les Espagnols s'étaient retranchés. On ne peut que conjecturer pourquoi ils n'anéantirent pas le petit groupe de conquistadores. Le désarroi causé par la mort de tant de leurs chefs lors du massacre de la fête de Toxcatl pourrait y avoir été pour quelque chose.

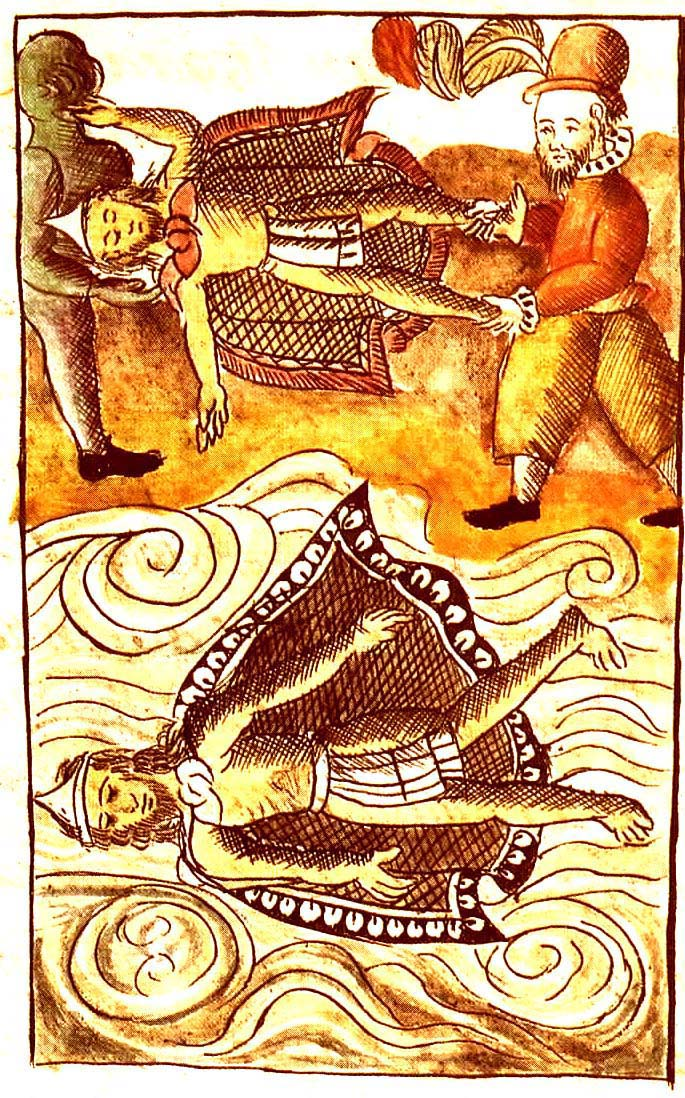
Vignette du Codex de Florence : les Espagnols se débarrassent des corps de Moctezuma et de Itzquauhtzin, gouverneur de Tlatelolco.

Mis au courant des événements, Cortés revint de la côte à la tête d'une troupe renforcée par les hommes de Narváez. Le 24 juin 1520, il entra dans Tenochtitlán dans un silence de mort, sans opposition de la part des Aztèques. La ville se referma sur lui comme un piège. Lorsqu'il envoya un messager à Vera Cruz, ce dernier revint immédiatement, blessé. Les Aztèques avaient retiré tous les ponts qui reliaient la cité à la terre ferme. Toutes les tentatives de sortie des Espagnols échouèrent : pris sous une pluie de flèches et de pierres, ils durent se replier vers leur camp. À court de vivres, Cortés libéra Cuitlahuac, frère de Moctezuma, dans l'espoir qu'il rétablirait l'approvisionnement des Espagnols. Ce fut un mauvais calcul : Cuitlahuac prit la direction de la révolte. Parmi les épisodes controversés de la conquête figure la mort de Moctezuma. Selon la version espagnole, l'empereur, qui s'était rendu sur le toit du palais d'Axayacatl pour haranguer les Aztèques et leur demander de baisser les armes, fut mortellement blessé par une pierre lancée par un de ses compatriotes. Selon la version aztèque, il fut assassiné par les Espagnols. Les deux versions sont plausibles et sa mort reste un mystère.
Les Espagnols construisirent trois machines de guerre, des espèces de tours selon Cortés, pour se protéger lors de leurs sorties. Elles furent rapidement détruites. Lors d'une des sorties, les Espagnols emportèrent d'assaut le grand temple d'Huitzilopochtli, d'où les Aztèques criblaient de projectiles leurs cantonnements et tuèrent un grand nombre de guerriers. Cet acte n'entama en rien la détermination des Mexicas, qui continuaient d'attaquer avec la même impétuosité. À Cortés qui tentait de parlementer, ils répondirent « qu'ils étaient résolus à mourir tous pour en finir avec les Espagnols. Regarde, disaient-ils, ces rues, ces places et ces maisons couvertes de monde : nous avons compté qu'en perdant vingt-cinq mille des nôtres contre un seul d'entre vous, nous viendrions à bout de vous tous ; vous êtes si peu en comparaison de nous autres ! ». Conscients que leur situation était désespérée, les conquistadores résolurent de s'enfuir à la faveur de l'obscurité. Ils choisirent de partir par la chaussée de Tacuba, parce qu'il s'agissait du trajet le plus court. Ils construisirent un pont mobile pour franchir les brèches dans la chaussée. Dans la nuit du 30 juin au 1er juillet, ils quittèrent subrepticement leurs quartiers. Bientôt repérés, ils furent assaillis à la fois par la chaussée et depuis les canoës sur le lac. Le combat tourna au carnage : plusieurs centaines d'Espagnols laissèrent la vie au cours de cet épisode connu sous le nom de Noche Triste.
Les survivants qui avaient réussi à atteindre la terre ferme, se frayèrent un chemin vers le nord en combattant pour contourner le lac de Texcoco et rejoindre Tlaxcala à l'est. Le 7 juillet, dans un ultime effort, les fuyards, épuisés et presque tous blessés, réussirent à vaincre l'immense armée du Cihuacoatl aztèque lors de la bataille d'Otumba. Cette victoire, remportée in extremis, sauva la troupe de Cortés de l'anéantissement.

#### Redressement et victoire finale des Espagnols
Le lendemain de la bataille, les Espagnols atteignirent le territoire de Tlaxcala, incertains de l'accueil qu'on leur réserverait. Cuitlahuac avait envoyé à Tlaxcala des ambassadeurs porteurs de présents et chargés d'offrir une alliance. Après un débat animé, au cours duquel Xicotencatl le Jeune, hostile aux Espagnols, s'était violemment heurté à Maxixca (en), les chefs tlaxcaltèques avaient rejeté la proposition aztèque. Les Tlaxcaltèques réservèrent donc un bon accueil aux Espagnols qui purent refaire leurs forces. Nullement découragé par le revers cinglant qu'il venait de subir, Cortés ne céda pas aux objurgations de certains de ses hommes qui souhaitaient regagner la côte et entreprit de préparer méthodiquement la reconquête de Tenochtitlan. Il ne fut pas peu aidé par une épidémie de variole, à laquelle succomba le 4 décembre 1520, Cuitlahuac, frère et successeur de Moctezuma. Son cousin Cuauhtémoc, instigateur de la révolte contre les Espagnols, lui succéda.
Cortés fit le siège de Tenochtitlán pendant 75 jours (30 mai 1521). Son armée avait été renforcée par de nouvelles troupes, dont deux navires du gouverneur de la Jamaïque Garay en escale à Veracruz et un vaisseau marchand réquisitionné. En avril 1521, il pouvait aligner 86 cavaliers, 700 fantassins, 118 arquebusiers et arbalétriers et 18 pièces d'artillerie, ainsi que plusieurs dizaines de milliers d'alliés indigènes, dont le nombre exact est difficile à fixer. Cortés fit exécuter le chef tlaxcaltèque Xicoténcatl le Jeune, qui avait quitté l'armée. La population de Mexico avait été décimée par l'épidémie de variole qui épargnait les Espagnols. Cortés fit monter pièce par pièce une flottille de treize bateaux qu'il disposa sur le lac de Texcoco qui entourait la ville. Il coupa l'aqueduc qui la ravitaillait en eau, détruisit une flottille de canots aztèques et affama la cité. Au cours d'interminables combats corps à corps, la ville fut conquise maison par maison. Lorsque la ville tomba le 13 août, elle n'était plus que ruines. Cuauhtémoc, qui tentait de fuir, fut capturé par le capitaine García Holguín.
Il est impossible de connaître avec certitude le chiffre des pertes lors du siège. Pour ce qui est des Aztèques, les estimations des chroniqueurs varient considérablement : de 100 000 sans compter les femmes et les enfants selon López de Gómara à 240 000 d'après Ixtlilxochitl. Bernal Diaz del Castillo écrivit simplement : « Le nombre d'Indiens guerriers qui disparurent est incalculable…  ». Cortés, quant à lui, déplora que ses alliés tlaxcaltèques eussent encore massacré plus de quinze mille personnes après la reddition. Il est encore plus difficile d'évaluer le chiffre des pertes espagnoles : sans doute une centaine.

### Les débuts de la colonisation
Cortés entreprend la reconstruction de Mexico avec au centre la Plaza Mayor, l'église San Francisco, le couvent des franciscains et le palais du gouverneur sur lequel débouchent de larges artères bordées des maisons de pierres de l’aristocratie. Treize églises sont construites à l’emplacement des anciens téocallis. Une citadelle monumentale, le Matadero, défend la ville avec 70 canons. Le gouverneur favorise la colonisation en distribuant des terres à des couples d’Espagnols. Les pêchers, oliviers, amandiers et orangers sont acclimatés et voisinent avec le coton, la canne à sucre, l’indigo et les cultures traditionnelles, dont l’agave, le maïs et le cacaoyer.
Devant les plaintes de Diego Vélasquez, Panfilo de Narváez, Juan Rodríguez de Fonseca et d’autres courtisans jaloux, Charles Quint nomme une commission d’enquête dirigée par le grand chancelier de Naples pour juger de la gestion de Cortés, accusé de s’être approprié la flotte de Vélasquez et de l’avoir sabordée, d’avoir usurpé les pouvoirs du gouverneur de Cuba, mis à mal son émissaire, dilapidé les revenus des territoires conquis, notamment dans la reconstruction de Mexico. Défendu par son père, don Martin, et le duc de Bejar (es), Cortés est confirmé par la commission et nommé gouverneur et grand juge de la Nouvelle-Espagne par l’ordonnance royale du 15 octobre 1522.

#### Sources primaires
- Georges Baudot et Tzvetan Todorov, Récits aztèques de la conquête, Paris, Éditions du Seuil, 1983, 408 p. (ISBN 2-02-006628-9, OCLC 299385777).
- Bernal Díaz del Castillo (trad. Denis Jourdanet), Histoire véridique de la conquête de la Nouvelle-Espagne, La Découverte, 1991 (ISBN 2-7071-1175-9)Seuls le prologue et les 18 premiers chapitres sont traduits intégralement.
- Bernal Díaz del Castillo (trad. de l'espagnol par Denis Jourdanet), La Conquête du Mexique, Arles, Actes Sud, 1996, 809 p. (ISBN 2-7427-0990-8)Chapitres 19 à 156 de l'Histoire véridique de la conquête de la Nouvelle-Espagne.
- Hernán Cortés (trad. Désiré Charnay), La conquête du Mexique, Paris, La Découverte, 1996, 453 p. (ISBN 2-7071-2575-X).

#### Sources secondaires
- Carmen Bernand et Serge Gruzinski, Histoire du Nouveau Monde : de la découverte à la conquête, t. I, Paris, Fayard, 1991, 768 p. (ISBN 2-213-02764-1).
- Michel Graulich, Montezuma : L'apogée et la chute de l'Empire aztèque, Paris, Fayard, 1994, 520 p. (ISBN 2-213-59303-5, OCLC 32702136).
- Bernard Grunberg, Histoire de la conquête du Mexique, L'Harmattan, 1995.
- Serge Gruzinski, Le destin brisé de l'empire aztèque, Paris, Gallimard, coll. « Découvertes Gallimard / Histoire » (no 33), 1988, 192 p. (ISBN 2-07-053050-7).
- Ross Hassig, Mexico and the Spanish Conquest, Longman, 1994.
- Colin Mac Ewan (dir.) et Leonardo López Luján (dir.), Moctezuma : Aztec ruler, British Museum Press, 2009, 320 p. (ISBN 978-0-7141-2586-2 et 0-7141-2586-5, OCLC 416257004).
- (en) John Pohl et Charles M. Robinson III, Aztecs &Conquistadores, Osprey, 2005
- Hugh Thomas, The Conquest of Mexico, Pimlico, 1993.